# Jahrbuch für sexuelle Zwischenstufen
Das Jahrbuch für sexuelle Zwischenstufen war eine jährliche Publikation des Wissenschaftlich-humanitären Komitees (WhK) unter Leitung des Berliner Arztes und Sexualwissenschaftlers Magnus Hirschfeld. Es erschien von 1899 bis 1923 in 23 Jahrgängen.

## Erscheinungsweise
Das Periodikum Jahrbuch für sexuelle Zwischenstufen gehört zu den wichtigsten Quellen der frühen Sexualwissenschaft in Deutschland und bot Raum für einen interdisziplinären Diskurs. Es erschien abgesehen vom 23. Jahrgang im Leipziger Verlag von Max Spohr. Viele namhafte Autoren und Autorinnen der Zeit veröffentlichten in ihm v. a. wissenschaftliche Beiträge zu Homosexualität, Intersexualität und Transgender-Themen. Das komplette Werk umfasste insgesamt mehr als 11.000 Seiten. 1923 wurde das Jahrbuch eingestellt, da durch die Inflation die Herstellungskosten zu hoch wurden.
Im Laufe der Zeit erschienen die Jahrbücher unter wechselnden Titeln:
- 1899–1908 (ohne 1906, Jahrgänge 1 bis 9): Jahrbuch für sexuelle Zwischenstufen unter besonderer Berücksichtigung der Homosexualität
- 1909–1912 (Jahrgänge 10 bis 12): Vierteljahresberichte des wissenschaftlich-humanitären Komitees. Fortsetzung der Monatsberichte und des Jahrbuchs für sexuelle Zwischenstufen
- 1913–1914 (Jahrgänge 13 und 14): Jahrbuch für sexuelle Zwischenstufen unter besonderer Berücksichtigung der Homosexualität
- 1915–1918 (Jahrgänge 15 bis 18): Vierteljahresberichte des wissenschaftlich-humanitären Komitees während der Kriegszeit
- 1919–1923 (Jahrgänge 19 bis 23): Jahrbuch für sexuelle Zwischenstufen unter besonderer Berücksichtigung der Homosexualität

## Autoren und Autorinnen
Neben Magnus Hirschfeld selbst veröffentlichten u. a folgende Autoren und Autorinnen zum Teil sehr umfangreiche Texte in den Jahrbüchern:
- Klinische Beobachtungen: Iwan Bloch, Alfred Fuchs, Richard von Krafft-Ebing, Albert Moll, Franz Ludwig von Neugebauer (Franciszek Ludwik Neugebauer)
- Historiker und Philologen: Ebbe Hertzberg, Hans Licht (Pseudonym von Paul Brandt), Lucien von Römer
- Juristen: Numa Praetorius[2] (Pseudonym von Eugen Wilhelm), Vladimir Nabokov
- Künstler und Schriftsteller: Elisabeth Dauthendey, Kurt Hiller, Sophie Hoechstetter, Elisar von Kupffer, Jules Siber
- Theoretiker des „Dritten Geschlechts“: Hans Blüher, Benedikt Friedländer, Michael von Muromzew
- Feministische Autoren und Autorinnen: Arduin (Pseudonym von Karl Friedrich Jordan), Anna Rüling

## Übersetzungen
Das Jahrbuch für sexuelle Zwischenstufen erscheint seit 2023 in fortlaufenden Übersetzungen des US-Amerikaners Michael Lombardi-Nash im Selbstverlag (Urania Manuscripts, Jacksonville/Florida) in englischer Sprache, als eBook, Paperback- und Hardcover-Ausgabe. Eine Auswahl von Artikeln aus dem Jahrbuch für sexuelle Zwischenstufen wird ebenfalls regelmäßig online im pdf-Format veröffentlicht, sowohl im Originaltext als auch in italienischer Übersetzung.